# Julija Markova
Julija Markova (russisk: Юлия Константиновна Маркова tr. Julija Konstantinovna Markova ; født 10. august 1996 i Volgograd, Rusland) er en kvindelig russisk håndboldspiller som spiller for CSKA Moskva og Ruslands kvindehåndboldlandshold.